# Homologia de sequência

Filogenia de gene como ramos vermelhos e azuis dentro da filogenia das espécies em cinza. Topo: Uma duplicação de gene ancestral produz dois parálogos (histona H1.1 e 1.2). Um evento de especiação produz ortólogos nas duas espécies filhas (humana e chimpanzé). Abaixo: em uma espécie separada (E. coli), um gene tem uma função similar (proteína estruturante nucleóide semelhante à histona) mas tem uma origem evolutiva separada e por isso é um análogo.

Homologia de sequência é a homologia biológica entre DNA, RNA, ou sequências de proteínas, definido em termos de ancestralidade compartilhada na história evolutiva da vida. Dois segmentos de DNA podem ter ancestralidade compartilhada por causa de três fenômenos: tanto um evento de especiação (ortólogos) ou um evento de duplicação (parálogos), ou então um evento de transferência gênica horizontal (ou lateral) (xenólogos).
Homologia entre DNA, RNA ou proteínas é tipicamente inferida de sua similaridade de sequência de nucleotídeos ou aminoácidos. Semelhança significativa é uma forte evidência de que duas sequências estão relacionadas por mudanças evolutivas de uma sequência ancestral comum. Alinhamentos de múltiplas sequências são usadas para indicar quais regiões de cada sequência são homólogas.